# Kunhuta Rakouská
Kunhuta Rakouská (16. března 1465, Vídeňské Nové Město – 6. srpna 1520, Mnichov) byla rakouská arcivévodkyně, manželka bavorského vévody Albrechta IV.

## Život

### Původ a mládí
Kunhuta byla čtvrtým dítětem a jedinou dcerou (starší Helena zemřela krátce po narození) císaře Fridricha III. a jeho manželky Eleonory Portugalské. Jméno dostala podle otcovy oblíbené svaté Kunhuty, manželky císaře Jindřicha II. (972/3–1024), jež se podrobila zkoušce ohněm, protože se objevily pověsti, že podvedla svého manžela.
V raném věku přišla o matku – císařovna Eleonora zemřela 3. září 1467. Po její smrti o ní pečovala matčina hofmistryně Elsa Pellendorferová. Jako mladá arcivévodkyně se Kunhuta naučila dokonale ručním pracím, umění jezdit na koni a lovit. Všestranné vzdělání se tehdy pro dívky nehodilo, ale pravděpodobně se naučila číst a psát pod vedením učitelů svého bratra Maxmiliána.
Císař si pohrával s myšlenkou dceru vdát za tureckého sultána Mehmeda (Mohameda) II., jednání mezi císařem a tureckou portou nebyla nikdy potvrzena ani vyvrácena.
Císařova dcera byla žádoucí nevěstou a v první řadě stál uherský a český král Matyáš Korvín, byl však odmítnut. Když pak v roce 1477 vtrhl do Rakouska, uzavřel s císařem mírovou smlouvu, podle níž musel císař zaplatit 100 000 zlatých nebo se Kunhuta měla stát manželkou Matyášova švagra, syna neapolského krále. Císař si se smlouvou nelámal hlavu a prostě ji nedodržel. Matyáš pak v roce 1485 vtrhl do Vídně a setrval v ní do své smrti v roce 1490.

### Manželství

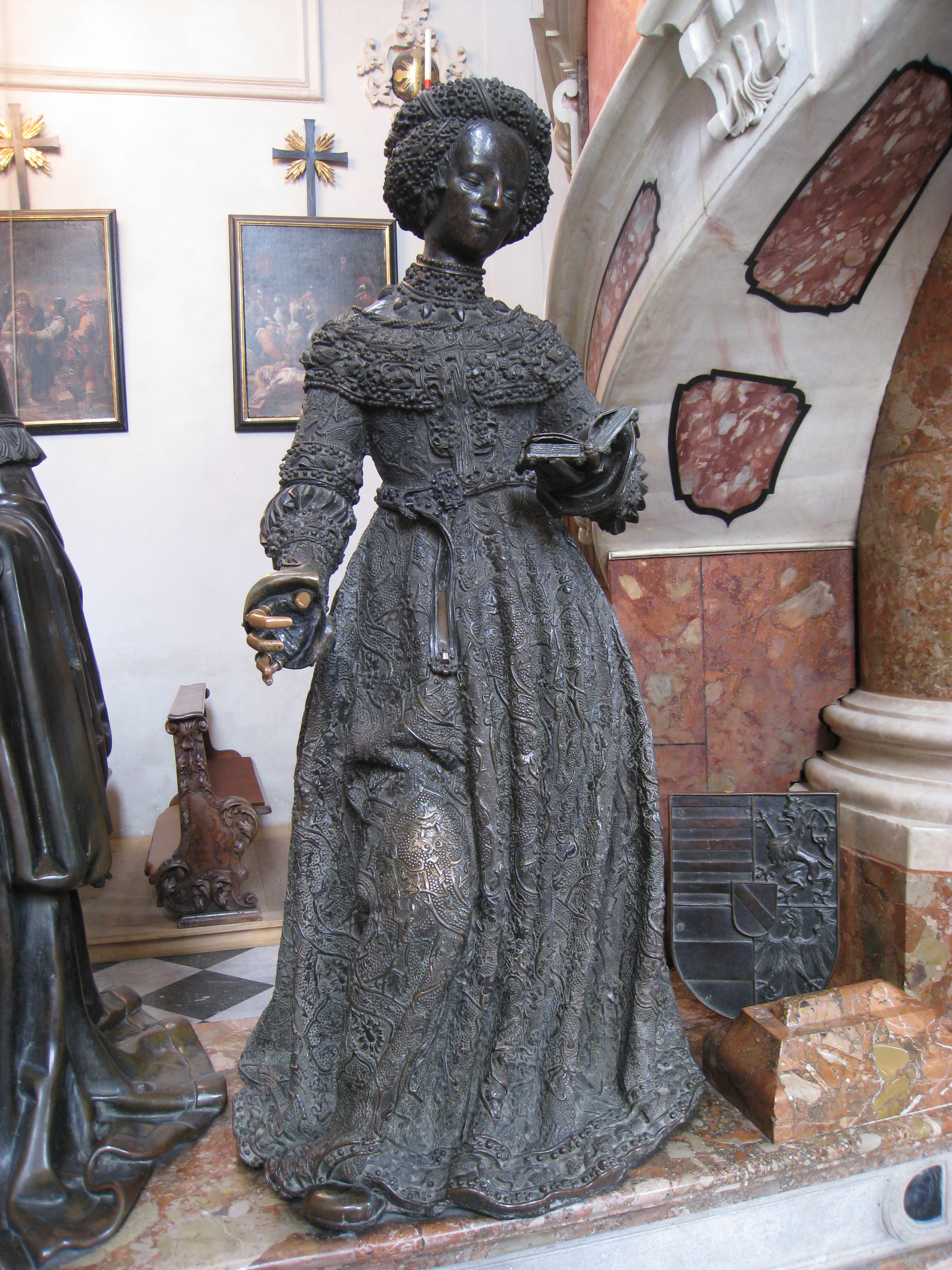
Socha v Hofkirche v Innsbrucku

Kdo však povolení k sňatku dostal, byl bavorský vévoda Albrecht IV., který císaři nabídl pro Kunhutu „krvavé věno“. Albrecht bojoval se svým bratrem Kryštofem o vládu v Bavorsku, jejíž obětí se stal jejich společný přítel Niklas z Abensbergu. Jeho majetek pak, na Albrechtův návrh, mohl císař Albrechtovi dát jako dceřino věno.
Albrecht mezitím obsadil císařské Řezno a své ženě zakázal, aby se vzdala dědických práv, protože se jednou chtěl po Fridrichovi III. stát císařem.
Když se Fridrich dozvěděl o obsazení Řezna, povolení k sňatku zase zrušil, bylo již ale pozdě. Svatba Albrechta a Kunhuty se konala 2. ledna 1487 v Innsbrucku.
Válka mezi Albrechtem a Fridrichem by na sebe nedala dlouho čekat, naštěstí dokázal Maxmilián obě znesvářené strany usmířit. A tak se mohli otec s dcerou ještě naposledy vidět, když v létě 1492 připlula Kunhuta s manželem a dcerami do Lince. Císař rok na to zemřel.
Po Albrechtově smrti 18. března 1508 se Kunhuta uchýlila do Püttrichova duchovního útulku. Její manžel před smrtí ustanovil zákon o následnictví, který měl zabránit dělení území, proto má vládnout vždy nejstarší syn. Kunhuta však u svého bratra císaře Maxmiliána prosadila, že vévodou se stane jak její starší syn Vilém, tak mladší Ludvík, s čímž Vilém nesouhlasil. Později se ukázalo, že Ludvík má o vládní záležitosti pramalý zájem a raději vede veselý život.
Bavorská vévodkyně Kunhuta zemřela v pětapadesáti letech v Mnichově.

## Potomci
Seznam osmi dětí:
- Sidonie (1. května 1488 – 29. března 1505)
- Sibyla (16. června 1489 – 18. dubna 1519), ⚭ 1511 Ludvík V. Falcký (2. července 1478 – 16. března 1544), falcký kurfiřt
- Sabina (24. dubna 1492 – 30. srpna 1564), ⚭ 1511 Oldřich Württemberský (8. února 1487 – 6. listopadu 1550), od roku 1515 žili manželé odděleně
- Vilém IV. (13. listopadu 1493 – 7. března 1550), vévoda bavorský, ⚭ 1522 Jakoba Marie Bádenská (25. června 1507 – 16. listopadu 1580), bádenská markraběnka
- Ludvík X. (18. září 1495 – 22. dubna 1545), vévoda bavorský, zůstal svobodný, ale měl nemanželskou dceru
- Zuzana (1499–1500)
- Arnošt (13. června 1500 – 7. prosince 1560), arcibiskup v Salcburku
- Zuzana (2. dubna 1502 – 23. dubna 1543),
⚭ 1518 Kazimír Braniborsko-Bayreuthský (27. prosince 1481 – 21. září 1527)
⚭ 1527 Ota Jindřich Falcký (10. dubna 1502 – 12. února 1559)

## Vývod z předků
|                    |                          |  |                     |                                 |  |  |  |  |  |  |  | Albrecht II. Moudrý |
|                    |                          |  |                     |                                 |  |  |  |  |  |  |  |                     |
|                    | Leopold III. Habsburský  |  |                     |                                 |  |  |  |  |  |  |  |                     |
|                    |                          |  |                     |                                 |  |  |  |  |  |  |  |                     |
|                    |                          |  |                     | Johana z Pfirtu                 |  |  |  |  |  |  |  |                     |
|                    |                          |  |                     |                                 |  |  |  |  |  |  |  |                     |
|                    | Arnošt Habsburský        |  |                     |                                 |  |  |  |  |  |  |  |                     |
|                    |                          |  |                     |                                 |  |  |  |  |  |  |  |                     |
|                    |                          |  |                     | Bernabo Visconti                |  |  |  |  |  |  |  |                     |
|                    |                          |  |                     |                                 |  |  |  |  |  |  |  |                     |
|                    | Viridis Visconti         |  |                     |                                 |  |  |  |  |  |  |  |                     |
|                    |                          |  |                     |                                 |  |  |  |  |  |  |  |                     |
|                    |                          |  |                     | Beatrice Regina della Scala     |  |  |  |  |  |  |  |                     |
|                    |                          |  |                     |                                 |  |  |  |  |  |  |  |                     |
|                    | Fridrich III. Habsburský |  |                     |                                 |  |  |  |  |  |  |  |                     |
|                    |                          |  |                     |                                 |  |  |  |  |  |  |  |                     |
|                    |                          |  |                     | Zemovít III. Mazovský           |  |  |  |  |  |  |  |                     |
|                    |                          |  |                     |                                 |  |  |  |  |  |  |  |                     |
|                    | Zemovít IV. Mazovský     |  |                     |                                 |  |  |  |  |  |  |  |                     |
|                    |                          |  |                     |                                 |  |  |  |  |  |  |  |                     |
|                    |                          |  |                     | Eufemie Opavská                 |  |  |  |  |  |  |  |                     |
|                    |                          |  |                     |                                 |  |  |  |  |  |  |  |                     |
|                    | Cimburgis Mazovská       |  |                     |                                 |  |  |  |  |  |  |  |                     |
|                    |                          |  |                     |                                 |  |  |  |  |  |  |  |                     |
|                    |                          |  |                     | Algirdas                        |  |  |  |  |  |  |  |                     |
|                    |                          |  |                     |                                 |  |  |  |  |  |  |  |                     |
|                    | Alexandra Litevská       |  |                     |                                 |  |  |  |  |  |  |  |                     |
|                    |                          |  |                     |                                 |  |  |  |  |  |  |  |                     |
|                    |                          |  |                     | Juliana Tverská                 |  |  |  |  |  |  |  |                     |
|                    |                          |  |                     |                                 |  |  |  |  |  |  |  |                     |
| 'Kunhuta Rakouská' |                          |  |                     |                                 |  |  |  |  |  |  |  |                     |
|                    |                          |  |                     |                                 |  |  |  |  |  |  |  |                     |
|                    |                          |  | Petr I. Portugalský |                                 |  |  |  |  |  |  |  |                     |
|                    |                          |  |                     |                                 |  |  |  |  |  |  |  |                     |
|                    | Jan I. Portugalský       |  |                     |                                 |  |  |  |  |  |  |  |                     |
|                    |                          |  |                     |                                 |  |  |  |  |  |  |  |                     |
|                    |                          |  |                     | Teresa Lourenço                 |  |  |  |  |  |  |  |                     |
|                    |                          |  |                     |                                 |  |  |  |  |  |  |  |                     |
|                    | Eduard I. Portugalský    |  |                     |                                 |  |  |  |  |  |  |  |                     |
|                    |                          |  |                     |                                 |  |  |  |  |  |  |  |                     |
|                    |                          |  |                     | Jan z Gentu                     |  |  |  |  |  |  |  |                     |
|                    |                          |  |                     |                                 |  |  |  |  |  |  |  |                     |
|                    | Filipa z Lancasteru      |  |                     |                                 |  |  |  |  |  |  |  |                     |
|                    |                          |  |                     |                                 |  |  |  |  |  |  |  |                     |
|                    |                          |  |                     | Blanka z Lancasteru             |  |  |  |  |  |  |  |                     |
|                    |                          |  |                     |                                 |  |  |  |  |  |  |  |                     |
|                    | Eleonora Portugalská     |  |                     |                                 |  |  |  |  |  |  |  |                     |
|                    |                          |  |                     |                                 |  |  |  |  |  |  |  |                     |
|                    |                          |  |                     | Jan I. Kastilský                |  |  |  |  |  |  |  |                     |
|                    |                          |  |                     |                                 |  |  |  |  |  |  |  |                     |
|                    | Ferdinand I. Aragonský   |  |                     |                                 |  |  |  |  |  |  |  |                     |
|                    |                          |  |                     |                                 |  |  |  |  |  |  |  |                     |
|                    |                          |  |                     | Eleonora Aragonská              |  |  |  |  |  |  |  |                     |
|                    |                          |  |                     |                                 |  |  |  |  |  |  |  |                     |
|                    | Eleonora Aragonská       |  |                     |                                 |  |  |  |  |  |  |  |                     |
|                    |                          |  |                     |                                 |  |  |  |  |  |  |  |                     |
|                    |                          |  |                     | Sancho Kastilský z Alburquerque |  |  |  |  |  |  |  |                     |
|                    |                          |  |                     |                                 |  |  |  |  |  |  |  |                     |
|                    | Eleonora z Alburquerque  |  |                     |                                 |  |  |  |  |  |  |  |                     |
|                    |                          |  |                     |                                 |  |  |  |  |  |  |  |                     |
|                    |                          |  |                     | Beatrix Portugalská             |  |  |  |  |  |  |  |                     |
|                    |                          |  |                     |                                 |  |  |  |  |  |  |  |                     |